# 悪魔城ドラキュラ 奪われた刻印
『悪魔城ドラキュラ 奪われた刻印』（あくまじょうドラキュラ うばわれたこくいん、英題: Castlevania: Order of Ecclesia）は、コナミデジタルエンタテインメントから2008年10月21日（日本では10月23日、ヨーロッパでは11月27日）に発売されたニンテンドーDS用ソフトのアクションRPG。悪魔城ドラキュラシリーズのニンテンドーDSでの3作目。
本作は、ゲーム雑誌「ファミ通」のクロスレビューにて、7・8・8・7の30点でシルバー殿堂入りした。また、アメリカの大手ゲーム情報サイト｢IGN.com｣の「The Best of 2008」にて、DS部門の「Best Platform Game」を受賞した。
2024年8月28日には『Castlevania Dominus Collection』の収録タイトルの内の一つとして配信開始された。2025年9月18日にはパッケージ版が発売予定。

## システム
基本システムは『悪魔城ドラキュラX 月下の夜想曲』と同じ2D横視点スクロールの探索型アクションRPG。本作の特徴は、多彩な攻撃や移動手段を自由に組み合わせて駆使できる「グリフシステム」である。主人公の女戦士シャノアは武器を一切持たない代わりにグリフを使って攻撃・その他を行う。グリフはステージ上に隠されていたり、敵を倒したり、敵の攻撃などから吸印していき自らの能力とする。グリフにはメイン（右手）・サブ（左手）・バック（背中）がある。メイン、サブは武器系グリフと魔法系グリフを、バックはステータス・特殊行動系グリフを装備する。武器系グリフはメイン・サブ両方を装備して、連続攻撃が可能である。また「合成印術」という必殺技を発動できる。グリフの装備セットパターンは3つ用意でき、多様な戦闘スタイルを構築できる。グリフの使用にあたってはMPを消費する。攻撃するたびにMPを消費するものの、MPを消費する操作を行わなければ高速で自動回復する。武器系グリフであればMP消費はごく僅かなので、MP消費とはいえほぼ通常攻撃の扱いである。一方、合成印術はハートを消費する。基本的にハートはロウソクからしか得られないため乱用は出来ない。
ステージは全体マップからの選択制が採用されており、1つのステージをクリアすると新たに行けるステージが現れ、悪魔城内だけでなく周辺各地を転戦する。また誘拐されたウィゴル村の村人達をステージ中から見つけ出して救出し、村人達から受ける様々な種類の依頼や願い事をこなして報酬を得る「クエスト」もある。その他、開けるたびに中身の異なる宝箱などの新要素も追加された。
DSワイヤレス通信、Wi-Fiコネクションに対応しており、通信を行うと他のプレイヤーと「RACE MODE」での専用コースの競走対戦プレイならびに「MARKET MODE」でのアイテムの売買を行うことができる。

### 隠し要素・クリア後の追加要素
- アルバスモード
  - アルバスでプレイできるモード。銃での通常の射撃とグリフ弾、炎を纏ったキック攻撃や画面タッチでの瞬間移動などを使う。
- ハードモード
  - 難易度が高くなったモードで、レベルの上限をプレイ前に設定可能。
- 引き継ぎプレイ
  - クリア済みセーブデータの「CLEAR」を選択すると、アイテムなどを引き継いで所持した状態で最初から始められる。ただし、レベルやゲーム進行に影響を与えるアイテム、グリフ（主に移動能力を向上させるグリフや、ドミナス系やクストース系などのシナリオ進行に関わるグリフ）は引き継がれない。
- ボスラッシュモード
- サウンドモード

### Wii『ジャッジメント』との連動
本作と発売時期が近かったWii用ソフトの3D対戦アクションゲーム『悪魔城ドラキュラ ジャッジメント』とは連動要素があり、両作を連動させることで下記のような特典がある。
- 本作でプレイキャラのレベル上昇限界値を255までにすることができる。通常はハードモードクリアで上限が255になるが、『ジャッジメント』と連動することで、この隠し要素をいつでもアンロック可能になる。
- 『ジャッジメント』でシャノアを最初からプレイキャラとして選べる。『ジャッジメント』にも本作の主人公シャノアが隠しキャラクターとして登場するが、本作と連動することで、最初から使用可能になる。

## ストーリー
19世紀初頭、過去何百年にも渡って吸血鬼ドラキュラ伯爵より人々を救ってきたベルモンド一族は消息を絶った。
それ以来、ドラキュラの復活を恐れた人々は数々の組織を作り上げ、新たな対抗手段を模索するものの、どれもが満足な成果を挙げられないまま解体されていった。しかし、組織の1つである「エクレシア」の長バーロウは、ついにある成果に辿り着く。万物に宿る力を術式変換し刻印化したという印術「グリフ」。長年の研究の末、究極のグリフ「ドミナス」を完成させたのである。その力をもってすれば、ドラキュラも滅ぼせるという。そして、エクレシア所属の女戦士シャノアは、その担い手に選ばれ、ドミナス適合化の儀式を受けることとなったが、同僚アルバスの乱入で儀式は失敗しドミナスが奪われた。シャノアは奪われたドミナスを取り戻すため、アルバスを追うのであった。

## キャラクター
シャノア（Shanoa）
声：桑島法子
本作の主人公。特務機関「エクレシア」の女性戦士であり、バーロウの弟子。その美しい姿とは裏腹に高い戦闘能力を持つ。『ドミナス』に順応するための儀式を受けている最中に、アルバスに乱入され儀式は失敗。結果として記憶と感情を失ってしまう。『グリフ』を体内に吸印することで、その力を発動させる。それは彼女特有の能力であり、また『ドミナス』の適合者に選ばれた理由でもある。
アルバス（Albus）
声：関俊彦
特務機関「エクレシア」に所属するシャノアの兄弟子。グリフの力を射出する魔銃『アガーテ』を主武装とする他、蹴りを主体とする体術も使用する。自分が選ばれるはずであったドミナスの担い手にシャノアが選ばれたことに激怒し、エクレシアからドミナスを強奪して逃走。追跡してくるシャノアに対し、謎に満ちた言動を繰り返す。
バーロウ（Barlowe）
声：石井康嗣
シャノアとアルバスの恩師。長年の研究の末、最強のグリフ『ドミナス』を生み出す。当初はアルバスをその担い手にすると約束していたが、彼が遠方に派遣されている間にシャノアをドミナス適合者として選ぶ。儀式失敗後、彼女にドミナスの奪還及びアルバスの連行という任務を与える。
ニコラエ
声：鈴木賢
ウィゴル村の神父で高名な退魔師の末裔にあたる。70歳。神のお告げにより荒れ地を開拓し現在の場所に村を作った。村人の多くはニコラエの導きによってウィゴル村に住むようになった。
ヤコブ
ウィゴル村の雑貨屋。48歳。お得意様になるとある特典をシャノアに渡してくれる。
アヴラム
声：辰浦亮
ウィゴル村の薬師。26歳。かつては小悪党だったが、ニコラエの導きにより改心した。
オイゲン
ウィゴル村の鍛冶屋。50歳。無口で無愛想だが腕は良い。
イオン
声：鈴木賢
ウィゴル村のコック。40歳。作る料理はエキセントリック。
モニカ
声：庄司宇芽香
ウィゴル村の裁縫職人。17歳。自己肯定感が低い。
ローラ
声：安井絵里
ウィゴル村の彫金師。24歳。マルセルに惹かれていく。
マルセル
ウィゴル村に取材に訪れた記者。38歳。ローラに惹かれていく。
ゲオルゲ
ウィゴル村に滞在中の音楽家。34歳。
ダニエラ
ウィゴル村の老婆。85歳。老齢のため度々記憶が混乱する。
セルジュ
ウィゴル村の男の子。10歳。イリナの息子でアナの兄。母や妹の安否を気遣う家族思いのお兄ちゃん。
アナ
ウィゴル村の女の子。8歳。イリナの娘でセルジュの妹。ムチを手に悪魔を退治する男の夢を見るという。
イリナ
ウィゴル村のおばさん。45歳。セルジュとアナの母親。
ドラキュラ（Dracula）
声：若本規夫
強大な魔力を持ち魔王と恐れられるヴァンパイア。推定800歳。悪魔城はその魔力の象徴であると言われている。数々の魔族の上に君臨するが、現在は眠りについている。

## 主なスタッフ
- プロデューサー: IGA（五十嵐孝司）
- ディレクター: A. MINAKATA（南方章宏）
- チーフプログラム: SHUTARO（飯田周太郎）
- チーフデザイン: 山口裕土
- ミュージックコンポーザー: 山根ミチル、市橋康弘
- シナリオ: シナリオ工房 月光
- キャラクターデザイン: 廣岡政樹
- オープニングムービー制作: アナロジカル

## 移植版
| No. | タイトル                       | 発売日            | 対応機種                                                | 開発元 | 発売元 | メディア     | 備考                                                    | 出典        |
| --- | ------------------------------ | ----------------- | ------------------------------------------------------- | ------ | ------ | ------------ | ------------------------------------------------------- | ----------- |
| 1   | Castlevania Dominus Collection | INT 2024年8月28日 | Nintendo Switch PlayStation 5 Xbox Series X/S PC(Steam) | M2     | KDE    | ダウンロード | 収録ソフトのひとつ 日本版、北米版、欧州版、韓国版を収録 | [ 3 ] [ 4 ] |

## 関連商品
- 『悪魔城ドラキュラ 奪われた刻印 オリジナルサウンドトラック』コナミデジタルエンタテインメント、2008年10月23日
- 『悪魔城ドラキュラ 奪われた刻印 公式ガイド コンプリートエディション』
  - コナミデジタルエンタテインメント発行。2008年11月1日発売。ISBN 9784861552342

ほかコナミスタイルでは、サントラCDなどが同梱された「コナミスタイル特別版」が販売され、発売前に予約完売になった。このコナミスタイル特別版に外箱はなく、配送用ダンボールに構成品がまとめて同梱されて送られた。通常版を購入すると特典としてB2クリアポスターが付いた。
- 『悪魔城ドラキュラ 奪われた刻印 ORIGINAL SOUNDTRACK』
  - ゲーム中で使用されているBGM48曲と[5]、そのアレンジバージョン6曲の全54曲を収録した2枚組サウンドトラックCD。
- 『悪魔城ドラキュラ 奪われた刻印 本革製ブックカバー & オリジナルノート』
  - 文庫本サイズの仕様で、手帳のようなもの。奪われた刻印をイメージしてデザインされた黒いブックカバーと、中にはノートが入れてある。
- 『悪魔城ドラキュラ 奪われた刻印 B2クリアポスター』
  - キャラクターイラスト担当の廣岡政樹による美麗イラストを使用したB2サイズのクリアポスター[6]。コナミスタイルでの通常版購入特典のポスターと同じもの。

## コラボレーション
KONAMIのアーケード用のメダルゲーム + ダンジョン冒険型RPGである『エターナルナイツ2 封印の聖石』には職業「ヴァンパイアハンター（女）」のキャラクターイラストがシャノアをモチーフに描かれている 。他に、悪魔城ドラキュラシリーズを元にした専用アクセサリー、ダンジョン、ボスモンスターなども登場。